# Tomboy (album)
Tomboy je čtvrté sólové studiové album amerického hudebníka Noaha Lennoxe, který vystupuje pod pseudonymem Panda Bear. Vydáno bylo 12. dubna roku 2011 společností Paw Tracks a spolu s Lennoxem jej produkoval Sonic Boom. Lennox album nahrál ve svém domovském studiu v Lisabonu v Portugalsku. Album mělo původně vyjít až 19. dubna 2011, avšak nakonec bylo jeho vydání posunuto o týden zpět. Již počátkem měsíce bylo album uvolněno k online streamování na serveru NPR. Server Pitchfork Media desku zařadil na 32. místo padesáti nejlepších alb roku 2011. Časopis Rolling Stone jej ve stejném žebříčku zařadil na 37. pozici.

## Seznam skladeb
| Pořadí | Název                   | Délka |
| ------ | ----------------------- | ----- |
| 1.     | You Can Count on Me     | 2:33  |
| 2.     | Tomboy                  | 4:55  |
| 3.     | Slow Motion             | 4:36  |
| 4.     | Surfer's Hymn           | 4:10  |
| 5.     | Last Night at the Jetty | 4:40  |
| 6.     | Drone                   | 4:01  |
| 7.     | Alsatian Darn           | 4:16  |
| 8.     | Scheherazade            | 3:53  |
| 9.     | Friendship Bracelet     | 5:54  |
| 10.    | Afterburner             | 6:50  |
| 11.    | Benfica                 | 4:11  |